# Tomás Palacios Gutiérrez
Tomás Palacios Gutiérrez (Jaén, 1978) es un profesor español de ingeniería electrónica del Instituto Tecnológico de Massachusetts (MIT).
Palacios se licenció como ingeniero de telecomunicación por la Universidad Politécnica de Madrid y se doctoró en ingeniería electrónica en la Universidad de California en Santa Bárbara. En 2006 se incorporó al MIT, donde fundó y dirige el Centro para Dispositivos de Grafeno y Sistemas 2D. Su grupo investiga, además del grafeno, otros materiales bidimensionales como el nitruro de galio o el disulfuro de molibdeno.
En 2019 anunció que su equipo había construido la primera antena capaz de convertir la señal de wifi en electricidad.
Galardones
- Premio Agustín de Betancourt de la Real Academia de Ingeniería en 2013 «por sus contribuciones en áreas punteras de la electrónica, especialmente en la nanotecnología para muy altas frecuencias basada en GaN y grafeno».[4]
- Presidential Early Career Awards for Scientists and Engineers, premio a jóvenes investigadores del gobierno de Estados Unidos.[5]